# Chiruromys forbesi
Il topo arboricolo di Forbes (Chiruromys forbesi  Thomas, 1888) è un roditore della famiglia dei Muridi endemico della Nuova Guinea.

## Descrizione
Roditore di medie dimensioni, con la lunghezza della testa e del corpo tra 137 e 161 mm, la lunghezza della coda tra 211 e 235 mm, la lunghezza del piede tra 30 e 37 mm, la lunghezza delle orecchie tra 11,0 e 22,2 mm e un peso fino a 122 g.

Il colore delle parti superiori è bruno-grigiastro. Le vibrisse sono lunghe fino a 85 mm, le orecchie sono arrotondate. Le parti inferiori, le mani ed i piedi sono bianchi. La coda è più lunga della testa e del corpo, è prensile, uniformemente scura ed ha 8 anelli di scaglie per centimetro. Il cariotipo è 2n=44 FN=48.

## Biologia

### Comportamento
È una specie arboricola. Si rifugia negli alberi cavi in gruppi di 4-5 individui.

### Riproduzione
Le femmine danno alla luce 2-3 piccoli alla volta. Sono molto feconde.

## Distribuzione e habitat
Questa specie è diffusa nella parte orientale della Nuova Guinea e sulle Isole di D'Entrecasteaux.
Vive nelle foreste umide tropicali di pianura e nelle foreste muschiose montane fino a 1.300 metri di altitudine. Si trova anche in foreste secondarie con grandi alberi cavi.

## Tassonomia
Sono state riconosciute 2 sottospecie:
- C.f.forbesi: Parte orientale della Nuova Guinea;
- C.f.pulcher (Thomas, 1895): Isole di D'Entrecasteaux: Isola Normanby, Goodenough e Isola Fergusson.

## Conservazione
La IUCN Red List, considerato il vasto areale, la popolazione numerosa e la mancanza di reali minacce, classifica C.forbesi come specie a rischio minimo (Least Concern).